# Parker Johnstone
Parker Johnstone, född den 27 mars 1958 i Redmond, Oregon, USA, är en amerikansk racerförare.

## Racingkarriär
Johnstone tävlade i lokala cuper med Renaultbilar som hobby under 1980-talet, innan han tävlade i International Motor Sports Associations mästerskap för sedaner och GT. Han blev mästare såväl 1991 som 1992 och 1993, och under tiden vann han Daytona 24-timmars vid två tillfällen. Johnstone fick sedan möjligheten att tävla i CART, där han deltog som deltidsförare såväl 1994 som 1995, och tog pole position inför Michigan 500 1995. Han lyckades dock främst på konventionella racerbanor, med en andraplats i Long Beach Grand Prix 1996 som bästa resultat. Samma år slutade han på sjuttonde plats sammanlagt. Johnstones sista säsong professionellt var med Team KOOL Green 1997, då han tog sin bästa placering sammanlagt i mästerskapet med en sextondeplats. Efter karriären jobbade han som kommentator för ESPN:s CART-sändningar, innan de blev av med sändningsrättigheterna.